# 7 декабря
7 декабря — 341-й день года (342-й в високосные годы) по григорианскому календарю.
До конца года остаётся 24 дня.
До 15 октября 1582 года — 7 декабря по юлианскому календарю, с 15 октября 1582 года — 7 декабря по григорианскому календарю.
В XX и XXI веках соответствует 24 ноября по юлианскому календарю.

## Праздники и памятные дни
См. также: Категория:Праздники 7 декабря

### Международные
- Международный день гражданской авиации.

### Национальные
- Армения — Национальный день памяти жертв землетрясения в Спитаке (1988).
- США — Национальный день памяти (Нападение на Пёрл-Харбор, 1941).
- Украина — День местного самоуправления.

### Религиозные

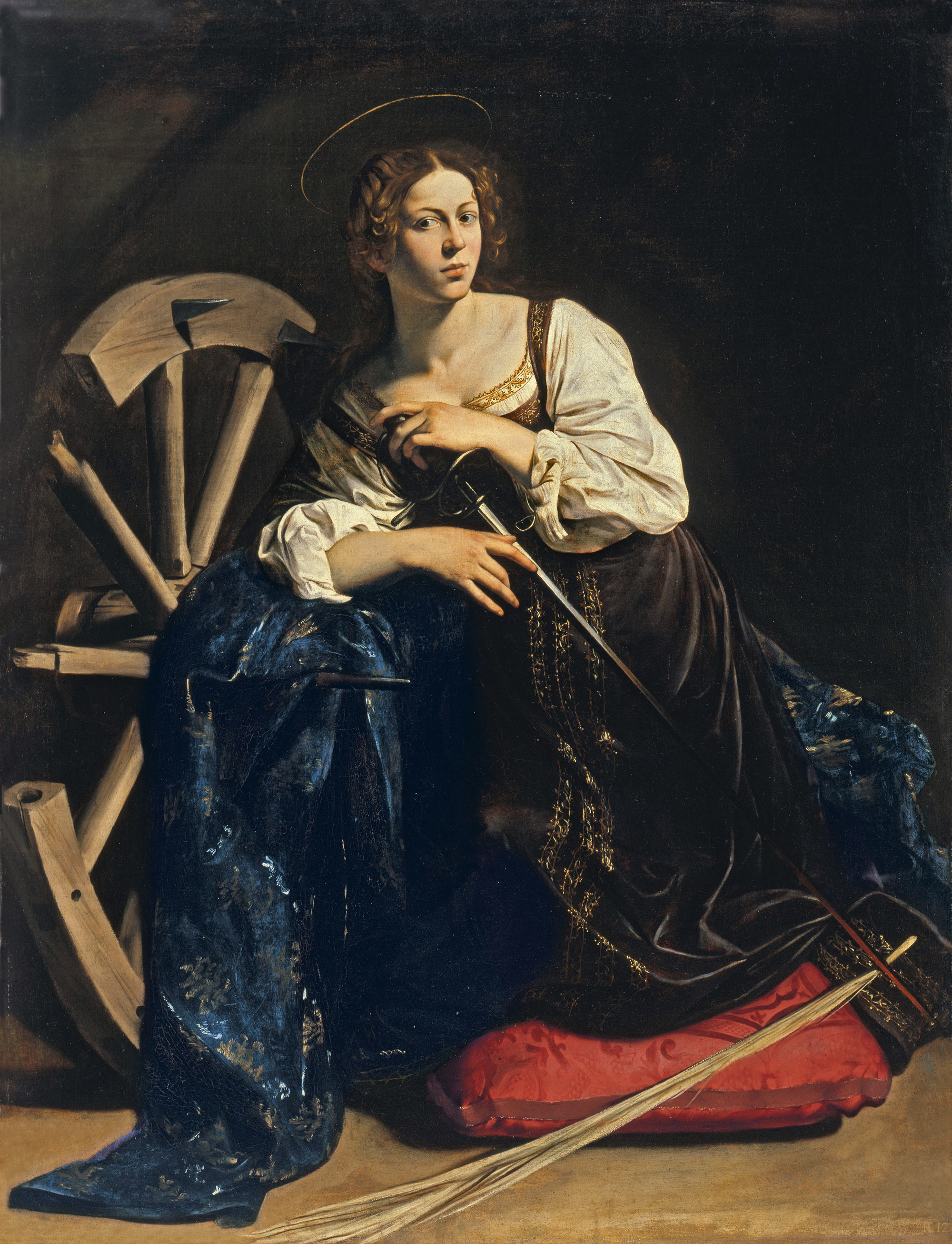
Великомученица Екатерина

Католицизм
 — Память святого Амвросия Медиоланского;
 — память Аниана, епископа Шартра;
 — память Юмбера (1148);
 — память Марии Иосифы Росселло (1880);
 — память Виктора, епископа Пьяченца (375);
 — память святого Сервуса;
 — память святых Поликарпа и Теодора (Феодора) Антиохийских.
 Православие
 — Память преподобной Мастридии;
 — память великомученика Меркурия (III век);
 — память великомученицы Екатерины (305-313 годы);
 — память мученицы Августы, мучеников Порфирия Стратилата Александрийского и 200 воинов (305-313 годы);
 — память мученика Меркурия Смоленского (1238 год);
 — память преподобного Меркурия, постника Печерского, в Дальних пещерах (XIV век);
 — память преподобного Симона Сойгинского (1562 год);
 — память священномученика Евграфа Еварестова, пресвитера (1919 год);
 — память священномучеников Евгения Яковлева и Михаила Богородицкого, пресвитеров (1937 год);
 — память священномучеников Александра Левицкого, Алексия Тютюнова, Иоанна Никольского, Корнилия Удиловича и Митрофана Корницкого, пресвитеров (1937 год).

### Именины
- Католические: Амвросий, Аниан, Виктор, Мария, Поликарп, Серв(ус), Теодор, Юмбер
- Православные: Августа, Александр, Алексей, Григорий, Евгений, Евграф, Екатерина, Ермоген, Иван, Корнелий и Корнилий, Марк, Мастридия, Меркурий, Митрофан, Михаил, Порфирий, Прокопий, Симон, Филофея, Филумен, Христофор

## События
См. также: Категория:События 7 декабря

### До XX века
- 1678 — Луи Энпен стал первым европейцем, обнаружившим Ниагарский водопад.
- 1703 — Великий шторм в Англии, величайшая буря из когда-либо зарегистрированных в южной части Великобритании. Порывы ветра достигали 120 миль/ч, около 10 тыс. человек погибло и 100 кораблей затонуло.
- 1724 — Кровавая баня в Торуни: казнь протестантских чиновников во главе с местным мэром после религиозных волнений в городе, проведённая польскими властями публично.
- 1732 — в Лондоне открылся Королевский театр Ковент-Гарден.
- 1769 — российская императрица Екатерина II учредила «Военный орден Святого великомученика и Победоносца Георгия».
- 1787 — колония Делавэр ратифицировала Конституцию США и стала первым штатом США.

### XX век
- 1917 — Первая мировая война: США объявили войну Австро-Венгрии.
- 1918 — состоялось первое заседание парламента Азербайджанской Демократической Республики.
- 1934 — образованы Кировская, Омская, Оренбургская области и Красноярский край.
- 1941 — Вторая мировая война: Японская империя совершает нападение на Перл-Харбор, США вступают в войну.
- 1944 — в Чикаго принята и подписана Конвенция о международной гражданской авиации.
- 1965 — в Риме и Стамбуле обнародована совместная декларация папы римского Павла VI и константинопольского патриарха Афинагора, отменившая взаимные отлучения 1054 года между Римско-Католической и Константинопольской православной церквами.
- 1970 — коленопреклонение в Варшаве канцлера Западной Германии Вилли Брандта перед памятнику жертвам восстания в Варшавском гетто.
- 1972 — запуск космического корабля «Аполлон-17», совершившего последнюю в программе «Аполлон» посадку на Луну.
- 1973 — катастрофа Ту-104 в аэропорту Домодедово — 16 погибших, включая Ефима Удальцова.
- 1975 — Индонезия вторглась в Восточный Тимор.
- 1982 — в Техасе (США) впервые осуществлена смертная казнь при помощи инъекции[5].
- 1988 — землетрясение в Армении полностью разрушило город Спитак (около 25 000 погибших).
- 1991 — в Санкт-Петербурге создана Петровская академия наук и искусств.
- 1995 — катастрофа Ту-154 под Хабаровском, 98 погибших.

### XXI век
- 2003:
  - основана Консервативная партия Канады;
  - в России прошли выборы в Государственную думу 4-го созыва.
- 2016 — катастрофа ATR 42 в Пакистане, 47 погибших.
- 2021 — открылись 10 станций Большой кольцевой линии Московского метрополитена.
- 2023 — стрельба в гимназии № 5 в Брянске.

## Родились
См. также: Категория:Родившиеся 7 декабря

### До XIX века
- 903 — Абдуррахман ас-Суфи (ум. 986), персидский астроном и математик.
- 1545 — Генри Стюарт (ум. 1567), муж королевы Шотландии Марии Стюарт.
- 1598 — Джованни Лоренцо Бернини (ум. 1680), итальянский архитектор и скульптор.

### XIX век
- 1805 — Жан Эжен Робер-Уден (ум. 1871), швейцарский иллюзионист, «отец современной магии».
- 1808 — Александр Воскресенский (ум. 1880), химик-органик, известный как «дедушка русской химии».
- 1810 — Теодор Шванн (ум. 1882), немецкий гистолог и физиолог, автор клеточной теории.
- 1829 — Владислав Вислицкий (ум. 1889), польский пианист, композитор, музыкальный критик, педагог.
- 1857 — Урош Предич (ум. 1953), сербский живописец, известный художник-реалист.
- 1863 — Пьетро Масканьи (ум. 1945), итальянский композитор.
- 1872 — Йохан Хёйзинга (ум. 1945), нидерландский философ-идеалист, историк и культуролог.
- 1873 — Виктор Чернов (ум. 1952), русский политик, мыслитель, один из основателей партии социалистов-революционеров.
- 1875 — Фатали Хан Хойский (убит в 1920), российский и азербайджанский политик, первый премьер-министр АДР.
- 1878:
  - Акико Ёсано (ум. 1942), японская писательница, поэтесса, феминистка и пацифистка;
  - Константин Скрябин (ум. 1972), русский советский биолог, академик.
- 1879 — Илларион Певцов (ум. 1934), русский актёр театра и кино, театральный педагог, народный артист РСФСР.
- 1884 — Петру Гроза (ум. 1958), румынский антифашист, глава первого демократического правительства.
- 1889 — Габриэль-Оноре Марсель (ум. 1973), первый французский философ-экзистенциалист.
- 1890 — Александр Бакулев (ум. 1967), учёный-хирург, академик АН СССР, один из основоположников советской сердечно-сосудистой хирургии.
- 1895 — Перец Маркиш (ум. 1952), еврейский советский поэт и писатель.
- 1897 — Лев Моносзон (ум. 1967), русский и немецкий эстрадный певец.

### XX век
- 1901 — Марчелла Альбани (при рожд. Ида Маранца; ум. 1959), итальянская актриса немого кино.
- 1905:
  - Михаил Габович (ум. 1965), артист балета, балетмейстер и педагог, народный артист РСФСР;
  - Джерард Петер Койпер (ум. 1973), нидерландский и американский астроном.
- 1910 — Екатерина Фурцева (ум. 1974), советский государственный и партийный деятель.
- 1911 — Ольга Викландт (ум. 1995), актриса театра и кино, народная артистка РСФСР.
- 1913 — Юрий Ваньят (ум. 1992), советский спортивный журналист.
- 1924 — Мариу Суареш (ум. 2017), португальский политик-социалист, президент Португалии (1986—1996).
- 1926 — Пётр Вельяминов (ум. 2009), актёр театра и кино, народный артист РСФСР.
- 1928 — Аврам Ноам Хомский, американский лингвист, политический публицист, философ.
- 1929 — Борис Степанцев (ум. 1983), советский режиссёр-мультипликатор, художник, иллюстратор.
- 1932:
  - Пол Капонигро, американский фотохудожник;
  - Каарло Пентти Линкола (ум. 2020), финский писатель и философ.
- 1935 — Армандо Мансанеро (ум. 2020), латиноамериканский музыкант и композитор.
- 1937 — Кеннет Колли (ум. 2025), английский актёр кино и телевидения.
- 1944 — Владимир Беляев, советский волейболист, олимпийский чемпион (1968), чемпион Европы (1967).
- 1947 — Гэрри Ангер, канадский хоккеист.
- 1949 — Том Уэйтс, американский певец и автор песен, композитор, актёр.
- 1950 — Владимир Гуторов, российский политолог, учёный, доктор философских наук.
- 1955 — Александр Феклистов, советский и российский актёр театра и кино, кинорежиссёр и сценарист.
- 1956 — Ларри Джо Бёрд, американский баскетболист, олимпийский чемпион (1992).
- 1957 — Валерий Кухарешин, советский и российский актёр театра, кино и дубляжа, народный артист РФ.
- 1958 — Мари-Луиз Колейро Прека, мальтийский политик, президент Мальты (с 2014 года по настоящее время).
- 1959 — Сергей Мазаев, советский и российский актёр, музыкант, певец, автор песен, солист группы «Моральный кодекс».
- 1960 — Алексей Борисов, российский музыкант, продюсер, журналист.
- 1964 — Патрик Фабиан, американский актер кино и телевидения.
- 1971 — Владимир Акопян, советский и армянский шахматист, гроссмейстер.
- 1972 — Херман Майер, австрийский горнолыжник, двукратный олимпийский чемпион, трёхкратный чемпион мира.
- 1973 — Дэмьен Райс, ирландский автор-исполнитель песен, выступающий в жанре фолк.
- 1977:
  - Роман Билык (Рома Зверь), российский музыкант, лидер и вокалист группы «Звери»;
  - Доминик Ховард, ударник британской рок-группы «Muse».
- 1979 — Дженнифер Карпентер, американская актриса.
- 1980 — Джон Терри, английский футболист.
- 1983 — Владимир Жеребцов, российский актёр театра и кино.
- 1984:
  - Никлас Даниэльссон, шведский хоккеист;
  - Роберт Кубица, польский автогонщик, победитель Гран-при «Формулы-1»;
  - Милан Михалек, чешский хоккеист.
- 1985 — Джон Моксли (наст. имя Джонатан Дэвид Гуд), американский профессиональный рестлер.
- 1987 — Аарон Чарльз Картер (ум. 2022), американский актёр и певец.
- 1988:
  - Эмили Браунинг, австралийская актриса, певица и фотомодель;
  - Нэтан Эдриан, американский пловец, пятикратный олимпийский чемпион.
- 1989 — Николас Холт, английский актёр кино и телевидения.
- 1990:
  - Давид Гоффен, бельгийский теннисист, бывшая седьмая ракетка мира;
  - Марте Олсбю-Рёйселанн, норвежская биатлонистка, многократная чемпионка мира;
  - Урсула Радваньская, польская теннисистка.
- 1994 — Юдзуру Ханю, японский фигурист, олимпийский чемпион (2014, 2018), чемпион мира (2014, 2017).

### XXI век
- 2003 — Катарина-Амалия Нидерландская, принцесса Нидерландов.

## Скончались
См. также: Категория:Умершие 7 декабря

### До XIX века
- 43 до н. э. — убит Марк Туллий Цицерон (р. 106 до н. э.), древнеримский политик и философ.
- 283 — Евтихий, епископ Рима и 27-й папа римский (275—283).
- 1254 — Иннокентий IV (наст. имя Синибальдо Фиески, граф Лаваньи; р. ок. 1195), 180-й папа римский (1243—1254).
- 1383 — Венцель I (р. 1337), первый герцог Люксембурга (с 1354).
- 1723 — Ян Сантини (р. 1677), чешский архитектор итальянского происхождения.

### XIX век
- 1804 — Иоганн Тобиас Ловиц (р. 1757), химик и фармацевт немецкого происхождения.
- 1815 — расстрелян Мишель Ней (р. 1769), маршал Франции
- 1817 — Уильям Блай (р. 1754), вице-адмирал Королевского флота Великобритании.
- 1826 — Джон Флаксман (р. 1755), английский скульптор, художник.
- 1865 — Николай Анненков (р. 1799), российский военный и государственный деятель.
- 1879 — Йоун Сигурдссон (р. 1811), исландский учёный, руководитель национально-освободительного движения.
- 1891 — Кришьянис Валдемар (р. 1825), латышский писатель, фольклорист и просветитель, духовный лидер младолатышей.
- 1894 — Фердинанд де Лессепс (р. 1805), французский дипломат и инженер, автор проекта и руководитель строительства Суэцкого канала.

### XX век
- 1902 — Томас Наст (р. 1840), американский политический карикатурист немецкого происхождения.
- 1912 — Джордж Дарвин (р. 1845), английский астроном, второй сын Чарльза Дарвина.
- 1917 — Людвиг Минкус (р. 1826), австрийский и российский композитор, скрипач, дирижёр.
- 1921 — Юлия Жемайте (р. 1845), литовская писательница-прозаик и драматург.
- 1936 — Василий Стефаник (р. 1871), украинский писатель.
- 1947 — Николас Мюррей Батлер (р. 1862), американский педагог, лауреат Нобелевской премии мира (1931).
- 1960 — Клара Хаскил (р. 1895), румынская, французская и швейцарская пианистка.
- 1964 — Николай Аничков (р. 1885), генерал-лейтенант медицинской службы, академик АН и АМН СССР, президент АМН СССР (1946—1953).
- 1970 — Руб Голдберг (р. 1883), американский карикатурист, скульптор, писатель, инженер, изобретатель.
- 1975 — Торнтон Уайлдер (р. 1897), американский писатель и драматург.
- 1976 — Пол Брэгг (р. 1895), американский диетолог, натуропат, пропагандист здорового образа жизни.
- 1977 — погиб Питер Карл Голдмарк (р. 1906), венгерско-американский изобретатель в области телевидения и звукозаписи.
- 1979 — Уолтер Хаас[англ.] (р. 1889), американский бизнесмен, руководитель Levi Strauss & Co.
- 1985 — Роберт Грейвс (р. 1895), английский писатель, переводчик.
- 1989:
  - Вадим Спиридонов (р. 1944), советский киноактёр, заслуженный артист РСФСР;
  - Ханс Хартунг (р. 1904), французский художник.
- 1990 — Джоан Беннетт (р. 1910), американская актриса театра и кино.
- 1993 — Вольфганг Пауль (р. 1913), немецкий физик, лауреат Нобелевской премии (1989).
- 1995 — Олег Теслер (р. 1938), советский и российский художник-карикатурист, мультипликатор, оформитель книг.
- 1997 — Торбьёрн Оскар Касперссон (р. 1910), шведский цитолог и генетик.
- 1998:
  - Мартин Родбелл (р. 1925), американский биохимик и эндокринолог, лауреат Нобелевской премии по физиологии или медицине (1994);
  - Алла Шелест (р. 1919), советская прима-балерина.
- 1999 — Владимир Кобрин (р. 1942), советский и российский сценарист, режиссёр и художник.

### XXI век
- 2001:
  - Анатолий Ананьев (р. 1925), русский советский писатель, Герой Социалистического Труда;
  - Анна Шилова (р. 1927), советская телеведущая, заслуженная артистка РСФСР.
- 2005 — Евгений Фридман (р. 1929), советский киноактёр, кинорежиссёр и сценарист.
- 2006:
  - Джин Киркпатрик (р. 1926), американский государственный деятель;
  - Джей Макшенн (р. 1916), американский джазовый и блюзовый пианист, вокалист, композитор, руководитель оркестра.
- 2010 — Татьяна Комарова (р. 1952), советская и российская тележурналистка, корреспондент, ведущая программы «Время».
- 2012 — У Ён Гак (р. 1929), северокорейский боец-диверсант, дольше всех в мире просидевший в одиночной камере.
- 2013 — Эдуар Молинаро (р. 1928), французский кинорежиссёр и сценарист.
- 2014 — Игорь Доценко (р. 1953), советский и российский барабанщик, участник рок-групп «Синяя птица», ДДТ, «Чиж & Co».
- 2016 — Грег Лейк (р. 1947), британский рок-музыкант, автор песен (группы «King Crimson», «Emerson, Lake and Palmer»).
- 2017 — Жермена Гейне-Вагнер (р. 1923), советская и латвийская оперная певица, народная артистка СССР.
- 2023
  - Бенджамин Зефанайя (р. 1958), британский растафарианский писатель и даб-поэт.
  - Эмико Миямото (р. 1937), японская волейболистка, нападающая. Чемпионка летних Олимпийских игр (1964), чемпионка мира (1962).

## Приметы
Екатерина Санница, Катерина Женодавица или Святая Катерина.
- Екатерина — покровительница незамужних девушек. До восхода солнца выходили девицы с пшённой кашей на дорогу и кликали судьбу. Если петух отзывался — удача ждёт.
- Вечер под Екатерину — время ворожбы. Девушки перед сном кладут под подушку кусок хлеба и загадывают, какой будет суженый.
- Екатерининские гулянья — первое катание на санях[6].
- Ясная погода на Екатерину предвещает морозную зиму[7].